# Emil von Pfizer
Paul Emil Pfizer, seit 1900 von Pfizer, (* 14. Februar 1843 in Stuttgart; † 11. Dezember 1920 in Geislingen an der Steige) war ein deutscher Jurist.

## Leben
Pfizer war der Sohn des Dichters und Politikers Gustav Pfizer und evangelischer Konfession.
Nach dem Abitur am Eberhard-Ludwigs-Gymnasium Stuttgart studierte er von 1860 bis 1865 Rechtswissenschaft in Tübingen. Er war seit dem Sommersemester 1861 Mitglied der Studentenverbindung Staufia Tübingen.
Nachdem er die beiden Justizdienstprüfungen ablegte, trat er in den württembergischen Justizdienst ein. Er war in Stuttgart, Tettnang, Göppingen, Freudenstadt und schließlich als Oberlandesgerichtsrat in Stuttgart tätig.
1899 wurde er zum Präsidenten des Landgerichts Ulm ernannt. Daneben war er seit 1900 Richter am württembergischen Staatsgerichtshof und ab 1911 dessen Präsident. 1917 trat er in den Ruhestand.

## Familie
Er war seit 1871 mit Caroline, geborene Geib (1847–1924) verheiratet, mit der er fünf Kinder hatte. Sein Schwiegervater war der Strafrechtler Karl Gustav Geib. Der langjähriger Oberbürgermeister von Ulm Theodor Pfizer war sein Enkel.

## Ehrungen
- 1891 Ritterkreuz des Ordens der Württembergischen Krone
- 1900 Ehrenkreuz des Ordens der Württembergischen Krone
- Ritterkreuz I. Klasse des Friedrichs-Ordens
- Kommenturkreuz des Ordens der Württembergischen Krone
- Kommenturkreuz des Friedrich-Ordens
- Verleihung des Ranges auf der III. Stufe der Rangordnung